# Departamento de Lácar
Departamento de Lácar är en kommun i Argentina.   Den ligger i provinsen Neuquén, i den sydvästra delen av landet, 1 300 km sydväst om huvudstaden Buenos Aires. Antalet invånare är 24 670. Arean är 4 930 kvadratkilometer.
Terrängen i Departamento de Lácar är bergig västerut, men österut är den kuperad.
Trakten runt Departamento de Lácar består i huvudsak av gräsmarker. Runt Departamento de Lácar är det mycket glesbefolkat, med 6 invånare per kvadratkilometer.